# Rhyacophila milnei
Rhyacophila milnei är en nattsländeart som beskrevs av Ross 1950. Rhyacophila milnei ingår i släktet Rhyacophila och familjen rovnattsländor. Inga underarter finns listade i Catalogue of Life.